# コバンザメ

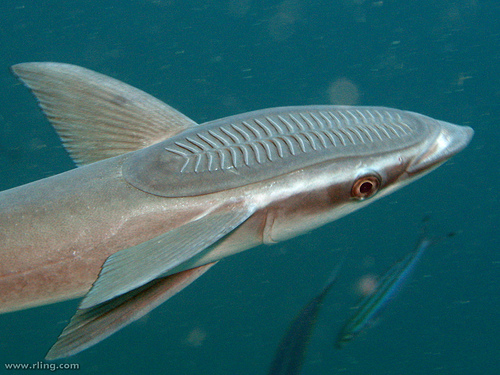
頭上の小判型の吸盤

コバンザメ (小判鮫、鮣、Echeneis naucrates) はコバンザメ科に属する魚類の一種。

## 分類
サメの名がついているがスズキ目に属し、軟骨魚類のサメ類ではなく近縁でもない硬骨魚類に属す全く無関係な種である。
コバンザメ属 Echeneis は、全世界の熱帯・亜熱帯域に分布し、最もよく見られるコバンザメ類であるEcheneis naucrates と、メキシコ湾から南米北岸にかけて分布する Echeneis neucratoides  (英名:Whitefin sharksucker)の2種から構成される。

## 形態

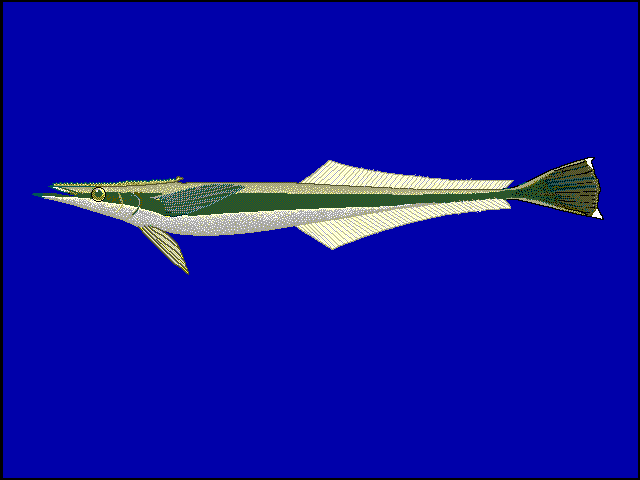
形態

最大で110 cm・2300 gになるが、通常は70 cm程度。体長は体高の8-14倍程度。背鰭は32-42軟条、臀鰭は29-41軟条。頭部の背面に背びれの変化した小判型の吸盤があり、これで大型のサメ類やカジキ類、ウミガメ、クジラなどに吸い付き、餌のおこぼれや寄生虫、排泄物を食べて暮らす（片利共生）。取り憑かれた側の魚は、コバンザメが1匹や2匹程度なら、そこまで大きな負担とはならないが、多くのコバンザメに付かれると、泳ぐ時の大きな負担になる可能性もある。大きなサメなどには、時に100匹近くのコバンザメがくっついている事もある。一方、コバンザメは、取り付いたサメなどの表面にいるカイアシ類や、寄生虫を食べることで、皮膚をきれいに保っているという説もある（この説が正しい場合は、相利共生となりうる）。
吸盤には横（背骨と垂直方向）に18-28枚の隔壁がある。この隔壁はふだんは後ろ向きに倒れており、動いている大きな魚の体表などの面に吸盤が接触するとこれらは垂直に立ちあがる。このとき隔壁と隔壁の間の水圧が周囲の海水の圧力より小さくなり、これによって吸盤は面に吸いつく。吸いついたコバンザメを後ろに引くと隔壁の間の水圧はさらに小さくなるので吸盤はさらに強く吸いつく。反対にコバンザメを前に押すと隔壁がもとの位置に倒れるとともに吸盤内の水圧が上がり、吸盤は面からはずれる。このしくみによって、彼らは自分がくっついた大きな魚などが速く泳いでも振り払われずにすみ、また離れたいときは大きな魚などより少し速く泳ぐだけで簡単に離れることができる。また、隔壁には0.1mmほどの細かい骨が付いており、吸盤で吸い付くとともに骨が滑り止めともなっている。
体側には太い黒線と、その上下を走る細い白線がある。

## 生態

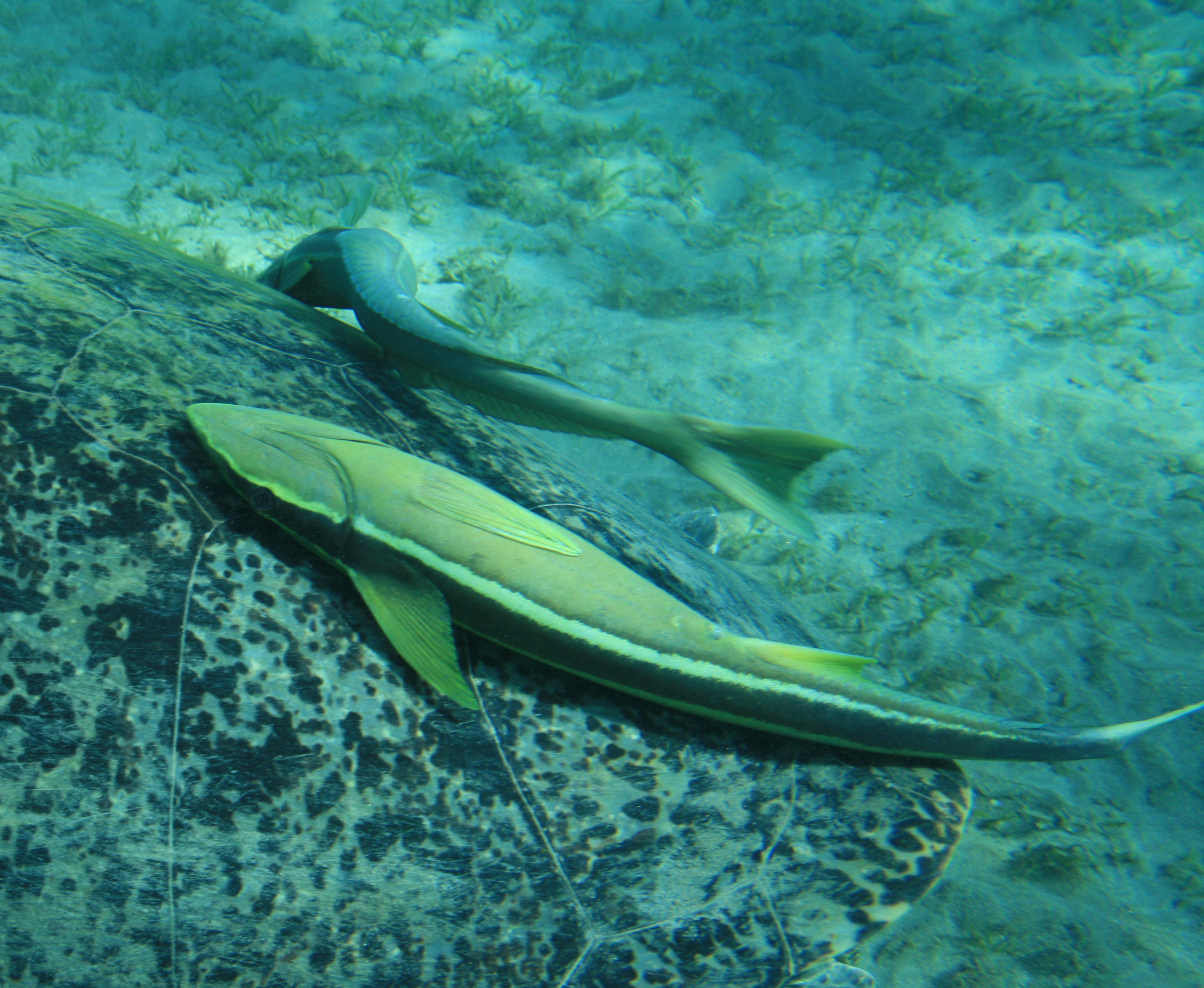
腹を上にしてウミガメに付着する

生息深度は20-50 m。大型の海洋生物・船などに付着して生活するが、サンゴ礁の沿岸では単独で見られることも多い。
幼魚はサンゴ礁域で掃除魚として生活することもある。成魚に付着することもある。
また、付着せずに砂地に集まって近くの生け簀の餌のおこぼれを食べるものが奄美大島で確認されている。

## 人間との関係
- 一般に食用にされることはないが、まれに定置網などに入り、産地や漁業者などは食用にする。白身魚であり美味と言われている。
- 力のある人物に寄り添い、おこぼれの利益をもらう行動や人物を「コバンザメ」と表記する。「虎の威を借る狐」の類義語。